# História militar de Portugal

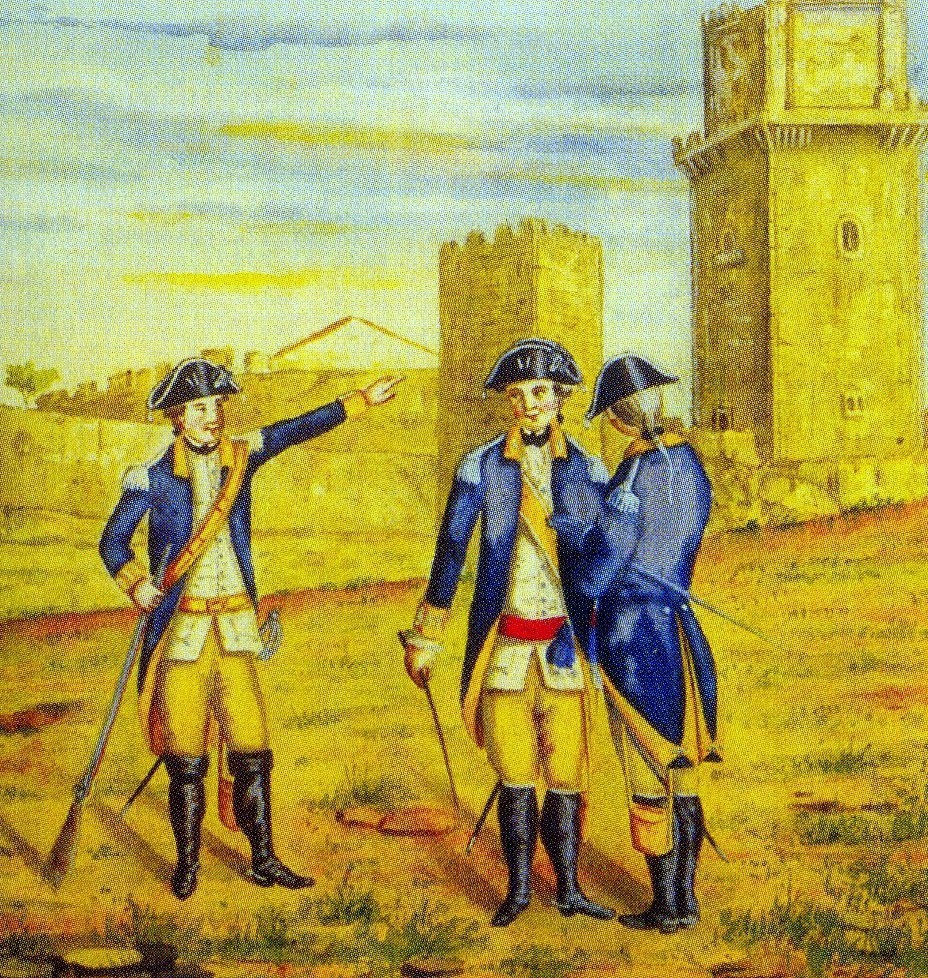
Regimento de cavalaria de Moura, em 1783.

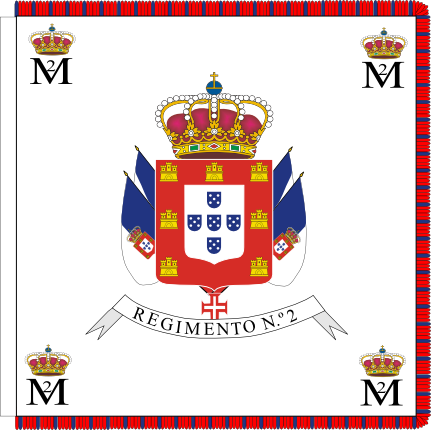
Estandarte de um dos regimentos do Exército de Portugal em 1853.

A História militar de Portugal é tão longa como a história do país, tanto antes do surgimento da realidade sociopolítica de um estado português independente, como depois.

## Desde o nascimento do Reino de Portugal
Portugal começou a formar-se durante a Reconquista. Começou como condado e em 1139 Afonso Henriques é aclamado rei. Travaram lutas para Afonso VII de Leão reconhecer o novo reino, reconhecido em 1143, ao mesmo tempo que conquistava terras a sul aos mouros.
Entre 1211 e 1216 ocorre uma guerra civil que opõe o rei Afonso II às suas irmãs. Tudo devido à interpretação do testamento deixado pelo pai sobre os direitos dos castelos deixados às infantas. O rei de Leão, Afonso IX, colocou-se ao lado das infantas, suas primas. O conflito tornou-se internacional e só a intervenção papal veio dar a paz: o rei ficava com as funções soberanas, mas os rendimentos ficaram para as infantas.
Anos mais tarde, nova guerra civil estala entre os filhos de Afonso II, Sancho II e Afonso III entre 1245-1248. Reinava um clima de anarquia. A vitória foi de Afonso, torna. Sancho II exila-se e Afonso III torna-se rei.
No século XIV houve nova guerra civil que opõe D. Dinis ao infante D. Afonso, por este suspeitar que o pai preferia que um filho natural Afonso Sanches herdasse o trono. Esta guerra durou de 1320 a 1324. O rei não teve muito apoio dos concelhos que apoiaram o partido do infante. Foi uma guerra que opôs os interresses dos nobres aos do povo.
Em 1355 dá-se outra guerra entre pai e filho, opondo Afonso IV a seu filho Pedro, tudo por causa da morte de Inês de Castro.
Com D. Fernando, o país entra em guerra com Castela por três vezes, as chamadas Guerras fernandinas. Nada foi ganho com estas guerras e após a morte do rei abre-se uma crise que põe o país em clima de guerra civil (Crise de 1383-1385) que termina com a batalha de Aljubarrota.

## Guerra do Interregno (1383-1411)
Depois da morte de D. Fernando que deixa como herdeira a filha menor D. Beatriz, casada com o rei de Castela, muitos portugueses temeram pela perda da independência. A rainha viúva D. Leonor era a regente e odiada pelo povo. Além disso, dizia-se que tinha como amante o conde Andeiro. Alguns nobres preferiam que o candidato ao trono fosse um filho de Pedro e Inês, D. João que esteve casado com a irmã da rainha mas matou-a e fugiu para Castela.
Outro possível candidato era o Mestre de Avis. Um rico burguês de Lisboa Álvaro Pais e Nuno Álvares Pereira estão do seu lado. É posta em prática uma conspiração para matar o conde Andeiro. Em Dezembro de 1383, o Mestre de Avis vai ao paço da rainha, onde se encontrava o Andeiro e mata-o. Corre o boato de que o Mestre corria perigo e o povo acorre ao paço. O Mestre aparece são e salvo e o povo aclama-o Regedor e Defensor do Reino, mas tudo em nome do seu irmão fugido. Sem perder mais tempo, D. Nuno reúne alguns homens e conquista o castelo de S. Jorge ou convence o alcaide a entregá-lo. O Mestre de Avis nomeia D. Nuno fronteiro do Alentejo que parte com 1000 homens, reunindo mais alguns pelo caminho.
Quem não ficou nada contente foi o rei de Castela que vai a Santarém, onde estava a rainha e demite-a. Considera-se ele mesmo o rei de Portugal e em 1384 inicia a invasão de Portugal. Entre Maio e Setembro põe cerco a Lisboa. O cerco é feito por terra e mar, mas um surto de peste leva-o a desistir do cerco em terra. Entretando em Abril, D. Nuno consegue uma importante vitória na batalha dos Atoleiros. Isto vem mostrar que era possível ter um exército baseado em forças populares.
No ano seguinte em Abril, reúnem-se as cortes de Coimbra, onde se destaca João das Regras. O Mestre de Avis é eleito rei de Portugal e nomeia D. Nuno condestável. Em Maio, uma força de castelhanos invade a Beira e é derrotado na batalha de Trancoso. O exército de Castela é reunido numa grande força de 30 000 soldados e invade Portugal pela Beira para cercar Lisboa. O rei e o condestável estão reunidos em Abrantes a decidir o que fazer. Enquanto que o rei pensa em fazer uma guerra de guerrilha, D. Nuno defende um combate definitivo e dirige-se com os seus soldados para Tomar, onde o rei acaba por se juntar com mais soldados num total de cerca de 7000 soldados. O exército português vence o castelhano na batalha de Aljubarrota e assim consolida-se o trono português. Nova batalha é ganha por D. Nuno em Valverde contra uma força superior à de Aljubarrota. Seguem-se escaramuças e alguns cercos contra cidades de Castela. São assinadas tréguas em 1411 com o tratado de Ayllón.

## Era dos Descobrimentos
A Guerra Luso-Holandesa foi um conflito armado que envolveu a Holanda (Companhia das Índias Orientais e Companhia das Índias Ocidentais) e Portugal (Império Português). Ficou para a História como o primeiro grande conflito à escala planetária. Começou com a invasão, em 1602, de territórios portugueses no Brasil, Ásia e África. Esta guerra é normalmente considerada uma extensão da Guerra dos Oito Anos, embora não tenha tido expressão na Europa. Até 1640, Portugal esteve sobre o domínio da União Ibérica que tinha os monarcas espanhóis no poder. As rivalidades entre Inglaterra e a Coroa espanhola fizeram Inglaterra juntar-se aos holandeses até ao ano da independência portuguesa. 
A Guerra acabou com uma vitória Portuguesa no Atlântico e com uma derrota portuguesa no Índico, que favoreceu o crescimento inglês.

### Campanhas Norte-Africanas
Apesar da primeira conquista portuguesa no Norte de África ser Ceuta, em 1415, as grandes campanhas datam do século XVI.
A chefia da frota portuguesa foi entregue por D. João III a António de Saldanha, fidalgo de impressionante curriculum militar e naval, a quem chamaram: " o cavaleiro navegador ". A frota era composta por 23 embarcações, todas elas capitaneadas por homens prestigiados e experientes.  A frota portuguesa chegou a ser 30% da frota de Carlos V, se têm razão os que dizem que ele reuniu 25.500 homens (alemães, italianos e outros) embora outros afirmem que o Imperador levou mais de 50 000 soldados e 400 navios (o que parece improvável de acordo com textos e relatórios da época. Mas é de crer que a participação da marinha portuguesa se tenha destacado não em quantidade mas sim em qualidade: navios impressionantes e muito bem construídos, armas portuguesas, incluindo dos melhores canhões daquela época, soldados e marinheiros bem treinados e comandantes experientes e rápidos a actuar.
Quanto às campanhas em si, há a destacar quatro eventos principais:
- A Guerra da Goleta
- As últimas incursões contra Barba Ruiva
- O conflito de Gibraltar e a tomada de Tunes

Na Guerra da Goleta, as forças portuguesas auxiliaram a frota espanhola a destruir a frota do corsário turco Barba Ruiva, campanha na qual se destacam um combate naval-terrestre, no qual o próprio Carlos V participou, aliado ao Duque de Bragança, e um combate naval junto a Argel que acabou com o perigo de Barba Ruiva durante três anos, sendo este obrigado a refugiar-se no interior do território berbere.
Nas outras incursões contra Barba Ruiva, já este tinha morto o Rei vassalo da Goleta que servia Carlos V, Barba Ruiva retomou a sua estratégia e, estando bem preparado, o ataque espanhol foi um desastre, não tendo a frota portuguesa chegado a tempo (ainda estava em Ceuta).
O conflito de Gibraltar sucedeu-se entre Barba Ruiva, uma vez mais, e os Reis de Portugal e Espanha. Com Barba Ruiva a ameaçar Gibraltar, num derradeiro contra-ataque, as frotas ibéricas conquistaram Tunes, um marco que deixou a Europa em êxtase durante quase dez anos e que marca o final do apoio português ao Império Espanhol.

### A Guerra Luso-Holandesa
Com a Guerra Luso-Holandesa, os Holandeses tomaram parte do Brasil. Em Pernambuco, praticamente destruída e sem alimento para as tropas, as extorsões e violências do ocupante não cessavam e o banditismo campeava à solta, enquanto a Companhia das Índias sofria enormes prejuízos. O Conde João Maurício de Nassau foi designado Governador, Capitão e Almirante General das Terras Conquistadas ou a Conquistar no Brasil. Numa tentativa de tomar Baía, os Holandeses foram totalmente derrotados pelas bem organizadas guerrilhas portuguesas, o que levou João Maurício de Nassau a abandonar, em 1643, o Brasil, na convicção que estava perdido para sempre.
Partido o Conde de Nassau, os portugueses travaram várias batalhas pela expulsão dos holandeses, entre as quais a Batalha dos Guararapes (1648). Com esta "Aljubarrota brasileira", os Holandeses perderam não só a batalha mas, mais futuramente, também a guerra pelo Brasil.
A segunda Batalha de Guararapes (1649), no Recife, expulsou de vez os holandeses e o projecto da Nova Holanda. E quem fora o chefe de operações? D. Henrique Dias, Mestre de Campo do Terço dos Negros do Brasil.

## Os conflitos com Espanha
Ver artigos principais: Guerra da Sucessão Espanhola, Guerra Fantástica, Guerra Hispano-Portuguesa de 1776 à 1777
De 1580 a 1640 Portugal esteve sob o domínio do ramo espanhol da casa de Habsburgo. A chamada Dinastia Filipina, uma monarquia dual iniciada após as Cortes de Tomar, onde Filipe II de Espanha foi proclamado rei de Portugal, fez acumular descontentamentos que resultaram na instauração da Casa de Bragança em 1 de dezembro de 1640.
A restauração da monarquia portuguesa conduziu à Guerra da Restauração (1580-1668).

No século XVIII os desenvolvimentos das Relações Internacionais na Europa envolveram Portugal em mais outros conflitos com o país vizinhoː a Guerra da Sucessão Espanhola, a Guerra Luso-Espanhola de 1736, a "Guerra Fantástica" (Guerra Hispano-Portuguesa de 1762 à 1763 no Brasil) e a Guerra Hispano-Portuguesa de 1776 à 1777.

Militares dos regimentos de Bragança, Moura e Estremoz, ano de 1786.
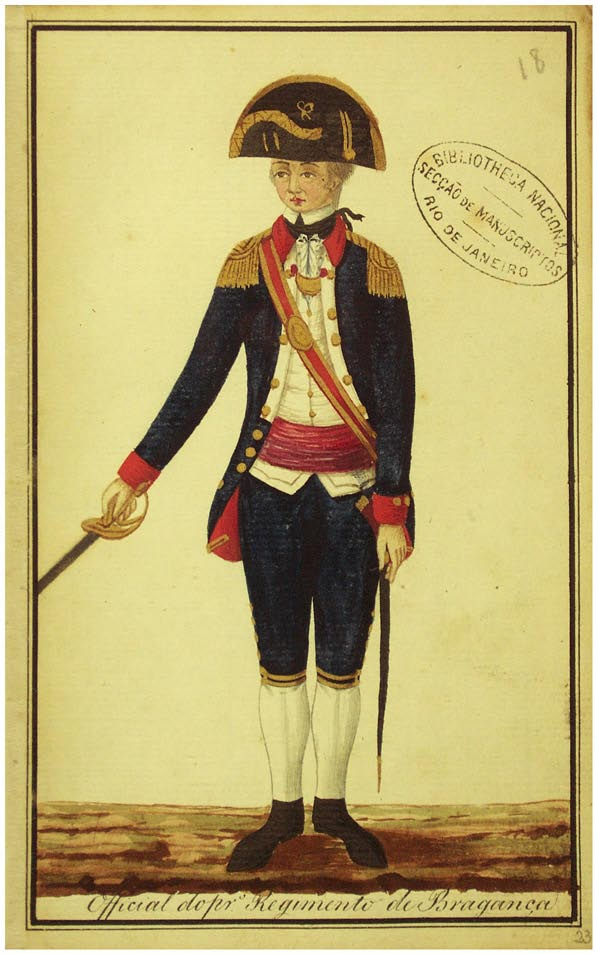
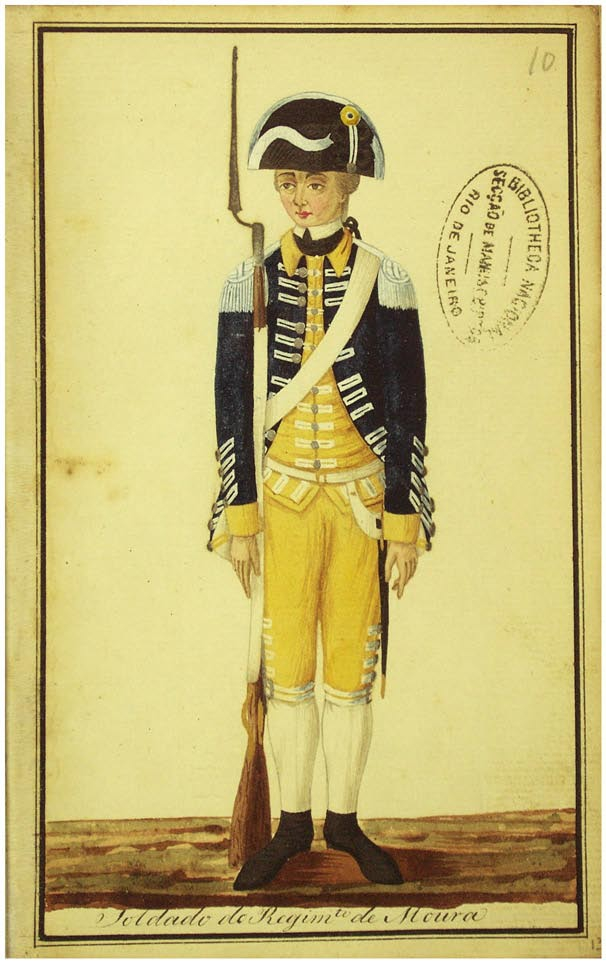
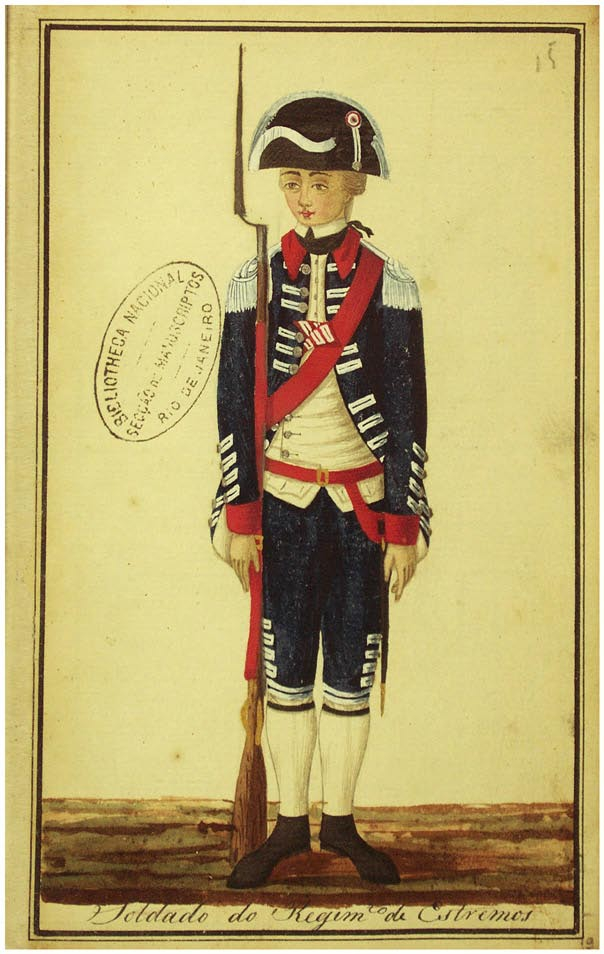

## As Guerras Napoleónicas
A Guerra Peninsular entre 1807 e 1814, tem uma sequência de eventos envolvendo a península que remontam à Campanha do Rossilhão (1793–95), quando tropas de Portugal reforçam as da Espanha, integrando a primeira aliança liderada pela Inglaterra contra a França revolucionária.
A partir da ascensão de Napoleão Bonaparte ao poder (1799), a Espanha alia-se à França para, por meio da invasão e da divisão de Portugal entre estes, atingir indirectamente os interesses comerciais do Reino Unido da Grã-Bretanha e da Irlanda (Guerra das Laranjas, 1801).
Em Julho de 1807, com os acordos secretos de Tilsit, vai no entanto abrir-se um novo capítulo na guerra europeia. Em Agosto, enquanto Napoleão faz concentrar tropas em Baiona para a invasão de Portugal, os representantes da França e de Espanha em Lisboa entregaram ao príncipe regente de Portugal, dom João, os seus "pedidos": Portugal teria que se juntar no bloqueio continental que a França decretara contra a Inglaterra; fechar os seus portos à navegação britânica; declarar a guerra aos ingleses; sequestrar os seus bens em Portugal, e prender todos os ingleses residentes.
Em 5 de Setembro de 1807, o general Andoche Junot está já em Baiona a cuidar dos últimos preparativos das tropas que irão invadir Portugal, antes de obter uma resposta definitiva do príncipe regente de Portugal, e antes mesmo de Napoleão assinar o Tratado de Fontainebleau com a Espanha (27 de outubro de 1807), no que parecia ser o projecto de uma repartição do território português em três novas unidades políticas:
- Lusitânia Setentrional – território entre o rio Minho e o rio Douro, um principado a ser governado pelo soberano do extinto reino da Etrúria (então Maria Luísa, filha de Carlos IV de Espanha);
- Algarves – região compreendida ao sul do Tejo, a ser governada por Manuel de Godoy, o Príncipe da Paz, primeiro-ministro de Carlos IV, com o título de rei; e
- Resto de Portugal – território circunscrito entre o rio Douro e o rio Tejo, região estratégica pelos seus portos, a ser administrada directamente pela França até à paz geral.

Tornando aparente à Espanha querer cumprir o Tratado de Fontainebleau, Napoleão ordena a invasão de Portugal, iniciando o que se denomina por Guerra Peninsular (1807–1814), cuja primeira parte é conhecida como invasões francesas a Portugal.

### A 1.ª Invasão

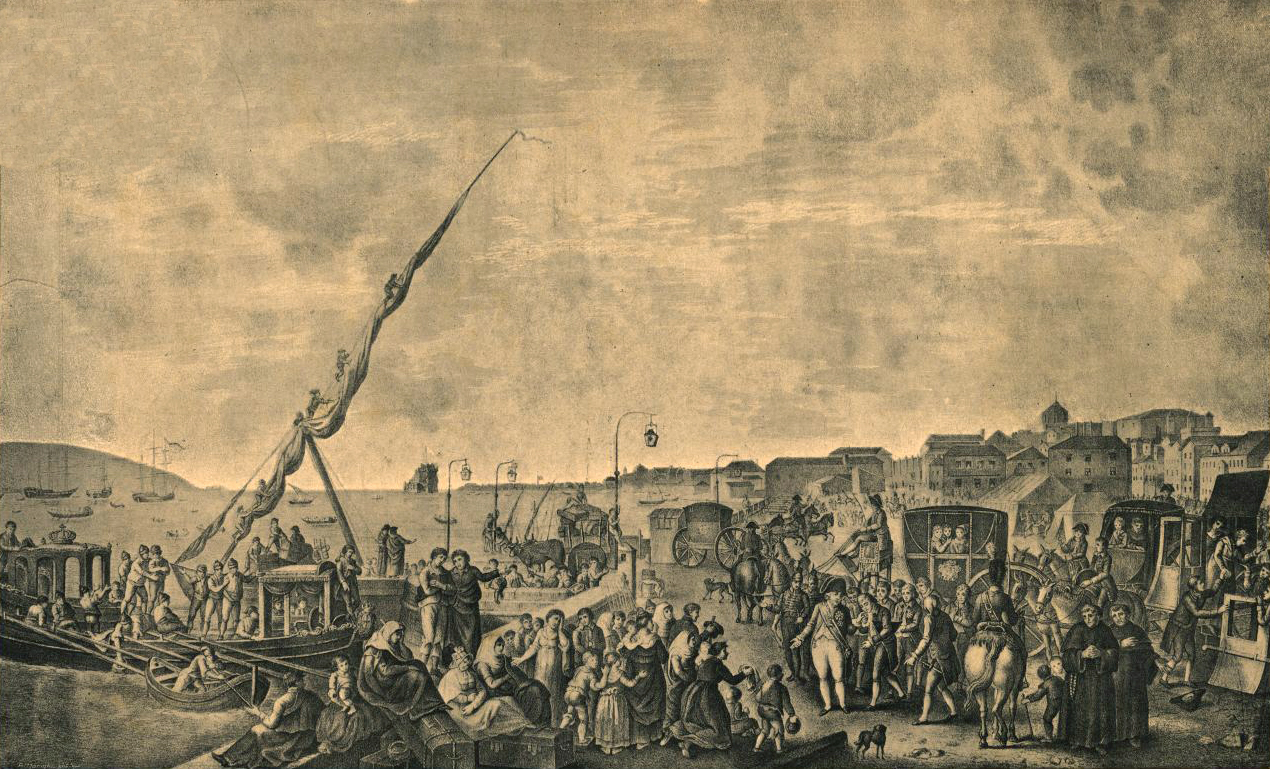
Embarque para o Brasil do Príncipe Regente de Portugal, D. João VI, e de toda a família real, no Porto de Belém, em 27 de novembro de 1807. Gravura feita por Francisco Bartolozzi (1725-1815) a partir de óleo de Nicolas Delariva.

Na iminência da invasão, o príncipe regente, D. João, fizera já saber a Napoleão que iria cumprir as disposições do Bloqueio Continental e, em 30 de Outubro, declarara mesmo guerra à Inglaterra, mandando prender em Novembro os ingleses residentes em Portugal. A Convenção secreta entre Portugal e a Inglaterra, assinada no dia 22 de Outubro, estabelecia com segurança a manobra luso-britânica de pôr a salvo a Família Real e o governo português no Brasil.
Sob o comando do General Jean-Andoche Junot, as tropas francesas entraram na Espanha em 18 de Outubro de 1807, cruzando o seu território em marcha acelerada em pleno inverno, e alcançando a fronteira portuguesa em 20 de Novembro. Sem encontrar resistência militar, uma coluna de tropas invasoras atingiu Abrantes em 24 de Novembro. Faminto e desgastado pela marcha e pelo rigor da estação, o exército francês teve dificuldade  para ultrapassar o rio Zêzere, entrando em Santarém em 28, de onde partiu no mesmo dia, rumo a Lisboa, onde entrou em 30, à frente de dois regimentos em muito mau-estado.  Um dia antes, a Família Real e a corte portuguesa haviam saído para o Brasil a bordo de uma larga esquadra naval, protegida por naus britânicas, e levando consigo cerca de 15 mil pessoas, deixando o governo do território europeu de Portugal nas mãos de uma regência, com instruções para não "resistir" aos invasores. Ficava vazio de conteúdo o decreto de Napoleão publicado pelo jornal francês Le Moniteur de 30 de Outubro, dando como banida a Casa de Bragança do trono de Portugal.
Ao chegar a Lisboa, Junot tomou medidas para a instalação das tropas que o precediam. No dia 2 de Dezembro, entrou na cidade o general Laborde, com os efectivos reduzidos e extenuados, com muitos homens montados em burros, mal podendo estar de pé. Três semanas depois de chegar a Lisboa, Junot tinha ainda apenas um efectivo de 10 mil dos 28 mil soldados franceses que tinham invadido Portugal, distribuindo-os ao redor de Lisboa. A divisão espanhola comandada pelo general Francisco Solano, saindo de Badajoz, tomara entretanto Elvas e Campo Maior, indo estabelecer o seu quartel-general em Setúbal, ocupando também Alcácer do Sal e, no Algarve, Tavira e Lagos. A divisão de Tarranco, com cerca de 6 mil homens, entrou por Valença e foi garantir a tomada da cidade do Porto, onde já estava o general Juan Carrafa com 4 mil homens, vindos por Tomar e Coimbra. Iniciava-se o período do domínio francês de "El-Rei Junot".
Entretanto, Napoleão envia mais tropas para o norte de Espanha que, sob o pretexto apoiar as tropas de ocupação em Portugal, tomam as cidades de Pamplona, Barcelona, Figueras (Catalunha) e San Sebastian.  O marechal Joaquim Murat, cunhado de Napoleão, atravessa então Bidassoa e marcha com 100 mil soldados sobre Madrid. Antes de Murat chegar a Madrid, uma rebelião em Aranjuez, em 19 de Março de 1808, depõe o rei Carlos IV de Espanha, afasta Manuel Godoy, e coloca no trono espanhol o príncipe das Astúrias, com o nome de Fernando VII.
O rei Fernando VII recebe o marechal Murat como aliado, confiando ainda que Napoleão cumprirá o Tratado de Fontainebleau. Em Abril, o rei Fernando VII de Espanha é forçado a abdicar em Baiona e a reconhecer José Bonaparte como rei de Espanha. Além do rei Fernando VII de Espanha, são colocados sob prisão Carlos IV, a rainha, e Manuel de Godoy. Perante a anulação da Casa Real Espanhola, a população de Madrid levanta-se contra os franceses, levando Murat a ordenar o fuzilamento de milhares de espanhóis, que Francisco Goya, em 1814, veio a homenagear no quadro "Os fuzilamentos de 3 de Maio". Durante o mês de Maio e Junho, eclodem insurreições populares contra as tropas francesas de ocupação por toda a Espanha e Portugal.
Em 9 de Maio de 1808, o príncipe regente de Portugal, no Brasil, declarava nulos todos os tratados de Portugal com a França, declarando guerra aos franceses e amizade ao seu antigo aliado, a Grã-Bretanha. No Porto, em 6 de Junho, vai abrir-se um período de revoltas populares contra a ocupação francesa, em resultado das quais as populações de Chaves, Miranda, Torre de Moncorvo, Ruivães, Vila Real, entre outras, responderam imediatamente à chamada. Sob o comando do tenente-general Sepúlveda o movimento de Trás-os-Montes voltou ao Porto, onde foi nomeada a Junta Provisional do Supremo Governo do Reino (1808), sob o comando do bispo do Porto, D. António de Castro.
A notícia do levantamento do povo espanhol levou o general Francisco Solano a retirar com as suas tropas para Espanha. O general François-Jean-Baptiste de Quesnel, um francês que substituíra Tarrancos por morte deste, é preso pelas tropas espanholas de Balestra que, entretanto, recebera também ordem de regressar a Espanha.
Em Portugal, as tropas francesas sob o comando de Junot ficam reduzidas às concentrações numa área em volta de Lisboa, delimitada pelo Atlântico, o rio Tejo, e por uma linha que ia de Peniche até Abrantes. No resto do território, os franceses dispunham de forças em posições fortificadas em Setúbal, Almeida e Elvas. Fora dessa área e dessas localidades, os franceses deslocavam-se ainda com um certo à vontade, provocando baixas às forças portuguesas e às populações que se lhes opunham. A resistência portuguesa crescia porém dia-a-dia. Quando uma força francesa sob o comando do general Louis Henri Loison, sediada em Almeida, tentou marchar sobre o Porto, viu-se cercada por forças de guerrilha de camponeses armados de forma rudimentar, mas muito aguerridos. Após três dias de combates, Loison é forçado a retroceder.
No sul do país, a tão esquecida revolta de Olhão teria mesmo tomado a dianteira nos combates corpo-a-corpo, no dia 16 de Junho, tendo sido inclusivamente considerada pelo próprio príncipe regente, como "o primeiro sinal para se restaurar a Monarquia", elevando o então lugar a Vila de Olhão da Restauração.
A Junta do Porto, sob o comando do bispo D. António de Castro, vai manter-se ao lado dos resistentes ao ocupante francês. No dia 24 de Julho, depois de passar pela Corunha, desembarca no Porto o general Arthur Wellesley (mais tarde duque de Wellington), onde recebe algum apoio, mas sobretudo preciosas informações sobre a situação militar no conjunto do território português. No dia seguinte, Wellesley decide navegar até à entrada do Tejo para consultas com o almirante Charles Cotton, comandante naval britânico na área. O forte de Peniche estava ocupado por forças francesas e no Tejo estava por perto uma esquadra russa. Decidem fazer o desembarque das tropas britânicas na foz do Mondego.
No dia 1 de Agosto, as tropas britânicas começaram a desembarcar perto da Figueira da Foz, marchando no dia 10 em direcção a Leiria onde se juntaram às forças portuguesas de Bernardino Freire, comandante do exército português em Montemor-o-Velho. No total seriam cerca de 20 mil homens; 14 mil britânicos e 6 mil portugueses. Do lado francês, havia inicialmente 30 mil homens, mas calculou-se que não haveria agora mais de 12 mil homens nos arredores da capital. Os restantes estariam distribuídos por Tomar, Abrantes, etc., a que havia que descontar o número de baixas provocados pelas guerrilhas populares e pelas deserções. Travaram-se, na sequência, a batalha da Roliça e a batalha do Vimeiro, vencidas pelos aliados Portugal/Reino Unido da Grã-Bretanha forçando à Convenção de Sintra.

### A 2.ª Invasão

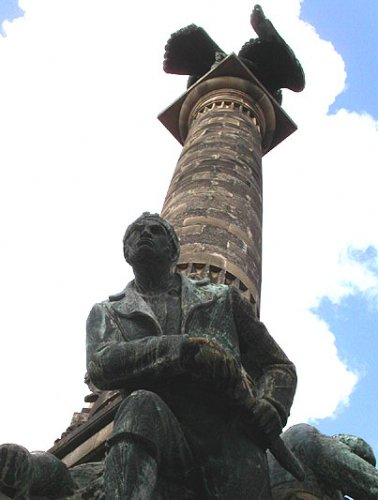
Monumento à Guerra Peninsular, no Porto.

Enquanto em Portugal se lutava contra a ocupação francesa, Napoleão mantinha no trono espanhol o seu irmão José Bonaparte. Os espanhóis, em revolta contra os usurpadores franceses, obtêm apoio das tropas britânicas estacionadas no norte de Portugal. Sob o comando de John Moore, os Britânicos passam a fronteira no início de 1809, para serem derrotados, na Corunha, pelo Marechal Nicolas Jean de Dieu Soult. Obrigadas a retirar, deixaram a descoberto a fronteira com Portugal, permitindo a Soult invadir o país pela fronteira de Trás-os-Montes e Alto Douro (Chaves) em Março de 1809, vencendo a Batalha do Carvalho d'Este e avançando até à cidade do Porto, que ocuparam a 24 desse mês, fixando fronteira no rio Douro.
A 12 Maio desse mesmo ano, tropas Luso-Britânicas sob o comando do General Arthur Wellesley e do comandante-em-chefe o Marechal William Carr Beresford, atravessaram o Rio Douro e venceram a chamada batalha do Douro, reconquistando a cidade do Porto (29 de Maio) e expulsando o invasor, que se retirou para a Galiza. Seguindo para o sul, as tropas de Wellesley travaram a batalha de Talavera em território espanhol e regressaram a Portugal.
É de salientar ainda a importância da escaramuça de Serém, Concelho do Vouga — região pantanosa do rio Vouga e do rio Marnel, actualmente pertencente ao Concelho de Águeda —, em que o Capitão-Mor do Vouga, José Pereira Simões, travou o avanço para o Sul do Marechal Soult, até à chegada do Coronel Nicholas Trant e do Batalhão Académico e, posteriormente, do General Arthur Wellesley, com reforços. Como consequência, as hostes do Marechal Soult não conseguiram atravessar o rio Vouga, perderam a escaramuça de Serém e foram obrigados a retirar-se para o Norte, tendo-se acantonado na cidade do Porto.

### A 3.ª Invasão
Uma terceira invasão francesa do território português teve início em 1810, sob o comando do Marechal André Masséna. Penetrando pela região Nordeste de Portugal, conquistou a Praça-forte de Almeida (Agosto), na fronteira, marchando em seguida sobre Lisboa.  Interceptado pelas forças Luso-Britânicas, foi derrotado na batalha do Buçaco (27 de Setembro). Reagrupando as suas forças, retomou a marcha, flanqueando as tropas Luso-Britânicas e forçando-as a recuarem para defender a capital. Os franceses atingiram as Linhas de Torres a 14 de Outubro, erguidas na previsão dessa eventualidade e onde as tropas Luso-Britânicas os aguardavam desde o dia 10, retirando-se, derrotados, ao final do dia seguinte.

## Guerras liberais
Após a Guerra Peninsular, os britânicos governaram Portugal em nome do rei, ausente no Brasil, com Beresford como regente de facto, até à revolução de 1820, altura em que foram reconduzidos e o rei devolvido como monarca constitucional.
Durante as décadas seguintes, a nova democracia portuguesa experimentou várias agitações militares, sobretudo nas Guerras Liberais, entre os irmãos D. Pedro IV e D. Miguel. Para afirmar a causa da Princesa e sua filha Maria II, D. Pedro partiu da Ilha Terceira, nos Açores, com uma força expedicionária de 7500 homens, na sua maioria mercenários estrangeiros contratados, onde constavam também nomes como Alexandre Herculano, Almeida Garrett, Joaquim António de Aguiar, e um contingente de voluntários britânicos ao comando dos coronéis George Lloyd Hodges e Charles Shaw, que culminou no desembarque do Mindelo, a norte do Porto. A cidade foi assim tomada pelas forças liberais, que seriam sitiados pelos miguelistas durante quase um ano, até ao mês de Julho de 1833, em que o Duque da Terceira se deslocou ao Algarve para derrotar as forças de D. Miguel na Batalha de Almada. Os miguelistas retiraram de Lisboa, embora para atacar de novo a cidade, sem êxito. D. Miguel foi finalmente derrotado na Batalha da Asseiceira, a 16 de Maio de 1834, capitulando alguns dias mais tarde em Évora. Não obstante o desterro de D. Miguel, os seus partidários continuariam a conspirar para o seu regresso até algures na década de 1850.
Conflitos continuaram entre os cartistas, que defendiam a Carta Constitucional e os vintistas, mais liberais. Em 1846/7 deu-se a guerra da Patuleia.

## Campanhas de Pacificação e Ocupação
Após a independência do Brasil, Portugal desejou afirmar-se em África, tendo para isso criado o mapa cor de rosa, mostrando o território que pretendia ocupar. Existia forte concorrência de outras potências como o Reino Unido. Em janeiro de 1890, o Reino Unido fez um ultimato a Portugal para desocupar a área entre Angola e Moçambique.

## Primeira Guerra Mundial
Portugal enviou um Corpo Expedicionário de duas divisões reforçadas (40.000 homens) a França, que lutou ao lado do Corpo XI britânico. As ofensivas alemãs no sector britânico golpearam pesadamente os Portugueses, tendo como resultado a destruição de uma divisão na Batalha de La Lys, a 9 de Abril de 1918. No Tratado de Versalhes, os Portugueses adquiriram o território de Quionga, do que teria sido anteriormente a África Oriental Alemã.

## Segunda Guerra Mundial
Não obstante o facto de Portugal se declarar neutro em relação ao conflito, o Exército Imperial Japonês invadiu a colónia de Timor, na distante Oceania, matando milhares de naturais e dezenas de Portugueses. Como resposta, os civis portugueses uniram-se aos Países Baixos e Austrália contra os japoneses.

## Guerra do Ultramar
Se Portugal conseguiu evitar o conflito da Segunda Grande Guerra, o mesmo não se pode dizer relativamente às rebeliões dos movimentos independentistas que surtiam nas províncias ultramarinas. Assim, viu-se implicado em campanhas de restabelecimento da Ordem contra movimentos guerrilheiros dispersados em Angola, Moçambique e Guiné-Bissau. Exceptuando a Guiné, onde o PAIGC revolucionário rapidamente conquistou a maior parte do país, Portugal logrou suster as forças antigoverno através do uso imaginativo de infantaria ligeira, milícias de defesa e caça, e forças de operações especiais aerotransportadas, apesar dos embargos de armamento impostos por outros países. Durante as campanhas em Angola e Moçambique, Portugal tirou partido considerável das informações proporcionadas pelos residentes naturais que não apoiavam as forças revolucionárias. As lutas permaneceram por 13 anos até à Revolução dos Cravos, no dia 25 de abril de 1974, levada a cabo por oficiais do exército português, que instaurou a 3ª República Portuguesa e forçou a mudança radical de atitudes em relação ao Ultramar. Confrontado com a condenação internacional das suas políticas coloniais e face às despesas do Estado com a Guerra, Portugal rapidamente se reorganizou para conceder a independência das suas colónias africanas.

## O Pós-25 de Abril
Portugal foi um membro fundador da OTAN e, embora de escassas forças armadas, desempenhou um papel fundamental nos confrontos europeus. Depois de 1991, Portugal comissionou vários batalhões de infantaria e batalhões de forças aerotransportadas em operações internacionais. O Exército Português mantém ainda soldados na Bósnia, Kosovo, Macedônia (atual Macedônia do Norte) e Timor-Leste (cerca de 6000 homens) e mantém aproximadamente 128 guardas de polícia militar no Iraque sob comando do Exército Italiano. Portugal também enviou soldados ao Afeganistão, controlando o aeroporto de Cabul durante 2005. Portugal esteve também na Croácia, Geórgia e Sahara Ocidental como observador internacional. Mantém uma força de paz no Líbano.